# John Kricfalusi
John Kricfalusi, mieux connu sous le surnom de John K. (né le 9 septembre 1955 à Chicoutimi, au Québec) est un cartooniste, doubleur, et producteur canadien. Il est le créateur de la série télévisée d'animation Ren et Stimpy et de sa série dérivée Ren & Stimpy "Adult Party Cartoon", de la série d'animation The Ripping Friends, et de Weekend Pussy Hunt, qui a été nommé comme le « premier cartoon interactif créé sur le web ». Il est également le fondateur des studios Spümcø.
En 2018, Il est accusé par deux anciennes artistes des studios Spümcø de les avoir abusés sexuellement alors qu'elles étaient adolescentes, à la fin des années 1990.

## Biographie
Né au Canada, John Kricfalusi passe sa jeunesse en Allemagne et en Belgique, son père servant à cette époque pour les forces aériennes. À l'âge de sept ans, il retourne dans son pays d'origine, le Canada. Il emménage en plein milieu de sa scolarité et passe la plupart de son temps chez lui, à regarder des dessins-animés Hanna-Barbera et à les dessiner. L'intérêt de Kricfalusi pour l'âge d'or de l'animation se manifeste très fortement alors qu'il étudiait au Sheridan College, ; il assiste à la projection hebdomadaire de vieux films et dessins-animés au Innis College, dont ceux de Bob Clampett et Tex Avery, ce qui a profondément marqué Kricfalusi. 
Il quitte le Sheridan College et emménage à Los Angeles pour devenir animateur,,,.

## Carrière

### Premier départ dans l'animation
Après avoir emménagé à Los Angeles, Kricfalusi est présenté par Bob Clampett à Milt Gray, qui suggère ce dernier à l'intégrer dans sa classe d'animation. Gray travaillait à cette époque pour Filmation, endroit dans lequel Kricfalusi trouve par la suite du travail. Son premier cartoon indépendant s'intitule Ted Bakes One, qu'il a produit aux côtés de Bill Wray en 1979 pour une chaîne de télévision. De 1979 au milieu des années 1980, Kricfalusi est employé chez Filmation et plus tard chez Hanna-Barbera sur de nombreuses émissions qu'il qualifie de « pires animations de tous les temps,. » Il prétend avoir été « sauvé » de ces projets de cartoon par le réalisateur Ralph Bakshi, qui a travaillé à ses côtés en 1981 et 1982,. Ils débutent ensemble sur le film Bobby's Girl, qui s'est vendu chez Tri-Star mais qui a plus été annulé,,. Sous la direction de Bakshi, Kricfalusi a animé le vidéoclip des Rolling Stone en 1986 intitulé Harlem Shuffle.

### Mighty Mouse
Le projet de Bakshi et Kricfalusi ayant obtenu le plus du succès s'intitule Mighty Mouse: The New Adventures diffusé sur la chaîne CBS, basé sur le personnage originaire des studios Terrytoons. La série a bien été accueillie et est considérée comme l'un des cartoons qui a fait connaître Kricfalusi dans l'industrie de l'animation,. Kricfalusi a réalisé huit à trente-six épisodes et supervisé la série. Au début de la deuxième saison, Kricfalusi et Bakshi ont une dispute, ce qui a mené Kricfalusi à quitter la série. La production de Mighty Mouse était différente des autres cartoons à cette période, avec une animation créative et artistique inspirée de la série Pee-wee's Playhouse diffusée sur CBS un an plus tôt. Les animateurs innovent dans l'animation, grâce au système de production de Kricfalusi.
Mighty Mouse est finalement annulé à la suite de controverses liées à la cocaïne. Ralph Bakshi maintient que ni lui ni Kricfalusi ont animé le personnage sniffant de la cocaïne, mais qu'il reniflait en réalité des pétales de fleurs broyées, ce qui a été montré lors d'une scène précédente dans le cartoon,,.

### Beany and Cecil
Kricfalusi quitte le studio de Bakshi pour travailler sur un nouveau projet The New Adventures of Beany and Cecil prochainement diffusé sur la chaîne ABC, là où il rencontrera d'autres animateurs qui l'aideront plus tard à former le projet Ren et Stimpy. ABC a tenté de négocier la production de la série avec la famille de Clampett, cette dernière ayant insisté pour que Kricfalusi face partie de la production. Ces fructueuses négociations ont retardé le commencement de la production jusqu'à mi-juillet, et les animateurs ont dû se presser pour finir à temps avant septembre. Des tensions se font sentir entre Kricfalusi et ABC concernant la tournure que prend l'émission. Plus ABC tentait de censurer la série, plus Kricfalusi réalisait des scènes choquantes et offensives. La famille de Clampett n'appréciant pas la tournure de la série, encourage Kricfalusi à aller plus loin. ABC annule l'émission après six épisodes, pour cause des scènes sans humour qui ne conviennent pas aux enfants.

### Ren and Stimpy
Kricfalusi fonde le studio d'animation Spümcø en compagnie de Jim Smith, Bob Camp et Lynne Naylor. Il débute sur un épisode pilote originellement intitulé The Ren and Stimpy Show durant sa période sur la chaîne Nickelodeon, après que la productrice de Nickelodeon Vanessa Coffey ait acceptée la réalisation d'un dessin-animé basé sur les deux personnages éponymes qui ont été présentés par Kricfalusi. L'épisode pilote a bien été accueilli, et a donc mené à la réalisation de treize nouveaux épisodes. L'émission atteignait une très forte audience sur Nickelodeon,, mais la chaîne désapprouvait la direction de Kricfalusi et de ses délais tardifs. La mésentente entre Kricfalusi et Nickelodeon se démarque lors de la réalisation de l'épisode Man's Best Friend, dans lequel Ren agresse brutalement George Liquor. L'un des épisodes, Nurse Stimpy, n'était pas approuvé par Kricfalusi, et ce dernier change de surnom pour Raymond Spum,,. Nickelodeon licencie Kricfalusi de la production en fin septembre 1992, laissant la production de la série aux mains des Games Animation de Nickelodeon, et qui ont continué pendant trois saisons avant d'annuler l'émission.

### AprèsRen et Stimpy
Kricfalusi et d'autres animateurs du studio Spümcø ont travaillé sur la série de Donovan Cook intitulée Bêtes comme chien, produite par Fred Seibert. En 1994, la nouvelle division des studios Hanna-Barbera, Cartoon Network Studios, est créée et réalise l'émission What a Cartoon!, également connue sous le titre de World Premiere Toons. L'émission débute en 1995, diffusant des courts-métrages innovateurs des studios Hanna-Barbera et d'autres animateurs indépendants. Pour la chaîne, il s'agissait d'un « retour au bon vieux temps » à l'époque des cartoons classiques, avec un haut budget, un contrôle total des séries par les animateurs, et aucune animation limitée. Cartoon Network engage Siebert pour peaufiner le projet, et donne quelques conseils à Kricfalusi parmi d'autres animateurs (David Feiss et Tom Minton),.
Kricfalusi réalise le vidéoclip de Björk intitulé I Miss You en 1995,, montrant Björk et le personnage Jimmy the Idiot Boy. Jack Black de Tenacious D vient à Kricfalusi lui demandant de réaliser un vidéoclip du titre Fuck Her Gently extrait de leur premier album en 2001. Black ayant consulté le site web de Kricfalusi puis aperçu les vidéos de Ren et Stimpy, il lui demande de réaliser un vidéoclip. Le coût de production est de $40 000. À l'origine, Sony Music ne souhaitait pas charger la vidéo sur le site de Tenacious D et le charge donc sur le site de Grand Royal, mais il est plus tard supprimé.
Kricfalusi contribue à de nombreux articles en 1993 et 1994 aux magazines Film Threat et Wild Cartoon Kingdom sous de nombreux surnoms,. Il crée des cartoons exclusivement sur web dont Weekend Pussy Hunt en 1996 pour le site MSN, et qui a été nommé comme le « premier cartoon interactif créé sur le web. » La production sur MSN s'achève,,. Entre 1998 et 2001, il travaille sur de nombreux cartoons Hanna-Barbera sur la chaîne  Cartoon Network : trois épisodes de Yogi l'ours qu'il a réalisé et animé, Boo Boo and the Man, A Day in the Life of Ranger Smith et Boo Boo Runs Wild, ainsi que deux épisodes des Jetson qu'il a produit.

### The Ripping Friends
Fox Kids commence sa diffusion de The Ripping Friends en 2001, créé par Kricfalusi et Jim Smith. Kricfalusi s'aperçoit que les superviseurs avaient un problème avec le style d'animation Spümcø, la direction de la série leur étant déplaisante. Il ne s'implique pas pleinement dans la série jusqu'à la moitié de la saison, et considère comme « expérimentaux » les épisodes sur lesquels il a travaillé.

### Ren and Stimpy Adult Party Cartoon
En 2003, Spike TV produit une nouvelle série de Ren and Stimpy, écrit et réalisé par Kricfalusi. Les trois premiers épisodes se sont basés sur des idées et scénarios de fans et qui ont été rejetés par Nickelodeon. Selon Kricfalusi, Spike voulait pousser la nouvelle série sous le thème de South Park. Il critique cette nouvelle émission pour son humeur déplacé notamment,,. Seuls trois épisodes ont été diffusés avant que l'animation entière ne soit « mise en attente » par  Spike; la série complète ayant été commercialisé sur DVD en 2006, dont trois épisodes exclusifs.

### Depuis 2006 et accusations d'abus sexuel en 2018
Kricfalusi commente les cartoons réalisés par Bob Clampett et Chuck Jones dans les volumes des 2, 3 et 5 des DVD Looney Tunes Golden Collection,,. for cartoons directed by Bob Clampett and Chuck Jones. Le 13 février 2006, Kricfalusi fonde son propre weblog, John K Stuff. Le site est originellement conçu pour les animateurs débutants, et en particulier d'autres cartoonistes. Cette même année, il anime deux vidéoclips : Close but No Cigar de "Weird Al" Yankovic, commercialisé en septembre 2006 sur le DVD Straight Outta Lynwood, et Classico de Tenacious D,,. 
Kricfalusi réalise des publicités pour Comcast et la société Raketu en 2007. Il développe une série d'animation promotionnelle en 2008 pour Pontiac Vibe avec les personnages George Liquor et Jimmy The Idiot Boy, mais elle ne sera jamais diffusée, General Motors ayant retiré la marque Pontiac Vibe en 2009. Kricfalusi anime le gag du canapé dans l'épisode L'important, c'est les Roosevelt de la série Les Simpson diffusé aux États-Unis en octobre 2011, et pour l'épisode Simpson Horror Show XXVI diffusé en 2015. Il développe et anime une série de bumpers utilisant Toon Boom Harmony pour Adult Swim en 2011 et en 2015,. Il s'associe avec l'animateur Mike Judge pour une courte série d'animation pour l'UFC diffusée sur Adult Swim en 2016.
En mars 2018, Robyn Byrd et Katie Rice, deux anciennes employées de Spümcø, ont révélé sur BuzzFeed que Kricfalusi les avait harcelées sexuellement alors qu'elles étaient mineures. Byrd a déclaré au site Internet qu'elle avait eu une relation sexuelle avec Kricfalusi en 1997 à l'âge de 16 ans et s'est envolée pour la Californie vivre avec lui quand elle avait 17 ans. Rice a dit que Kricfalusi avait flirté avec elle et avait fait des commentaires sexuels manifestes à son égard à partir de 14 ans, et l'avait harcelée sexuellement quand elle avait eu 18 ans et avait commencé à travailler dans son studio d'animation, Spümcø. Plusieurs personnes ayant travaillé avec Kricfalusi ont qualifié son harcèlement sexuel de secret de polichinelle dans l'industrie de l'animation. Kricfalusi était également soupçonné de posséder de la pornographie juvénile sur son ordinateur. Bien que les allégations aient finalement été signalées à la police, celle-ci n'a pu ni arrêter ni enquêter sur Kricfalusi car le délai de prescription était expiré. 
En réponse, l'avocat de Kricfalusi a confirmé que « pendant une brève période, il y a 25 ans, il avait une petite amie de 16 ans », mais a nié que la « poursuite avide » de Rice de Kricfalusi était du harcèlement sexuel ou qu'il avait déjà possédé de la pornographie juvénile. Kricfalusi a présenté des excuses aux femmes et à ses fans pour son comportement, qui, selon lui, était motivé par un trouble bipolaire non diagnostiqué et un trouble d'hyperactivité avec déficit de l'attention (TDAH), ainsi qu'un "mauvais contrôle des impulsions".  Byrd et Rice ont critiqué la déclaration de Kricfalusi comme une non-excuse et une tentative de détourner le blâme.